# خاوی فرناندز (بازیکن فوتبال، زاده ۱۹۸۸)
خاوی فرناندز (انگلیسی: Javi Fernández؛ زادهٔ ۲۲ فوریهٔ ۱۹۸۸) بازیکن فوتبال اهل اسپانیا است.
از باشگاه‌هایی که در آن بازی کرده‌است می‌توان به باشگاه فوتبال مومبای سیتی اشاره کرد.